# مانکی گلند (کوکتل)
مانکی گلند یک کوکتل ساخته شده از جین، آب پرتقال، گرانادین و ابسنت است که در دهه ۱۹۲۰ میلادی توسط هری مک الهون ، مالک بار هری نیویورک در پاریس، فرانسه ساخته شده است. 
در برخی از دستور العمل ها آبسنت را با پاستیس(الکل سنتی فرانوسی حاوی انیسون) یا بندیکتین (لیکور گیاهی تولید شده در فرانسه) جایگزین می کنند. 
نام این کوکتل از  ایده شبه علمی گرفته شده است که پیوند بافت بیضه میمون به انسان باعث افزایش طول عمر می شود، ایده ای که توسط دکتر روسی سرژ ورونوف ارائه شده است. 